# Copa Nordeste de Futebol Americano de 2019
A Copa Nordeste de Futebol Americano de 2019 é a segunda edição do torneio de futebol americano da Região Nordeste do Brasil de acesso à Conferência Nordeste da Liga BFA - Acesso, segunda divisão do Campeonato Brasileiro de Futebol Americano. A competição é organizada pela Associação Nordestina de Futebol Americano (ANEFA).
Após o vice-campeonato em 2018, o Santana Red Bulls conquista o título invicto ao derrotar o Bulls Potiguares Development na final.

## Fórmula de disputa
As cinco equipes estão divididas em dois grupos: A e B. As equipes enfrentam os adversários dentro de seu próprio grupo. As equipes vencedoras de cada grupo disputam a Final, garantindo à campeã uma vaga na Conferência Nordeste da Liga BFA 2020 - Acesso.

## Equipes participantes
| Equipes                                                                                          |
| ------------------------------------------------------------------------------------------------ |
| - Bulls Potiguares Development - Patos FA - Recife Horses - Santana Red Bulls - São Bento Snakes |

## Classificação
Classificados à Final estão marcados em verde.
Grupo A
| Pos | Times                        | V | E | D | PCT   | PF | PS | SP  |
| --- | ---------------------------- | - | - | - | ----- | -- | -- | --- |
| 1   | Bulls Potiguares Development | 2 | 0 | 0 | 1.000 | 57 | 43 | 14  |
| 2   | São Bento Snakes             | 1 | 0 | 1 | .500  | 29 | 29 | 0   |
| 3   | Patos FA                     | 0 | 0 | 2 | .000  | 26 | 40 | -14 |

Grupo B
| Pos | Times             | V | E | D | PCT   | PF | PS | SP |
| --- | ----------------- | - | - | - | ----- | -- | -- | -- |
| 1   | Santana Red Bulls | 1 | 0 | 0 | 1.000 | 14 | 9  | 5  |
| 2   | Recife Horses     | 0 | 0 | 1 | .000  | 9  | 14 | -5 |

### Resultados
| 28 de abril 14:00 UTC -3 | Resultados | Bulls Potiguares Devt. | 31–23 | Patos FA |  | SESI, Natal-RN |  |

| 12 de maio 9:00 UTC -3 | Resultados | Recife Horses | 09–14 | Santana Red Bulls |  | 14º Batalhão de Infantaria Motorizado, Jaboatão dos Guararapes-PE |  |

| 12 de maio 15:00 UTC -3 | Resultados | Patos FA | 03–09 | São Bento Snakes |  | Estádio José Cavalcanti, Patos-PB |  |

| 26 de maio 14:00 UTC -3 | Resultados | São Bento Snakes | 20–26 | Bulls Potiguares Devt. |  | Estádio Municipal, São Bento-PB |  |

## Final
| 10 de agosto 18:00 UTC -3 | Relatório | Santana Red Bulls | 25–14 | Bulls Potiguares Devt. |  | Estádio Jóia da Princesa, Feira de Santana-BA |  |

## Premiação
| Copa Nordeste de 2019                 |
| Bahia                                 |
| ------------------------------------- |
| Santana Red Bulls Campeão (1º título) |